# ФК Медводе
НК Медводе је фудбалски клуб из Медвода у Словенији. Играо је у првој сезони у 1. лиги, али је испао после прве сезоне.